# Guardia Nazionale della Federazione Russa
La Guardia Nazionale della Federazione Russa (in russo Федеральная служба войск национальной гвардии Российской Федерации?, Federal'naja služba vojsk nacional'noj gvardii Rossijskoj Federacii), anche nota con l'acronimo Rosgvardija (in russo Росгвардия?), è un corpo militare governativo russo, che comprende un comando indipendente che risponde direttamente al Presidente della Federazione Russa in qualità di comandante supremo e presidente del Consiglio di sicurezza.
Separata dai corpi che costituiscono le Forze armate russe, tale corpo indipendente è stato istituito nel 2016 tramite decreto presidenziale da Vladimir Putin e la propria missione è quella di proteggere i confini della Russia, di controllare la proliferazione delle armi, di condurre le lotte al terrorismo ed alla criminalità organizzata, nonché concorrere all'ordine pubblico ed alla protezione delle sedi delle istituzioni federali.
L'istituzione della Guardia nazionale conta circa 340000 uomini suddivisi in 84 unità dislocate in tutto il territorio della Federazione e succede nei ruoli alle Truppe interne della Russia (1918-2016), alle unità OMON (1988-2016) ed a quelle del SOBR (1992-2016) poste durante il loro servizio attivo sotto il controllo del Ministero degli affari interni.

## Storia
Nonostante l'istituzione del corpo sia stato costituito il 5 aprile 2016 per decreto presidenziale, il lignaggio della Guardia Nazionale russa è fatto risalire al Corpo delle guardie interne istituito il 27 marzo 1811 per decreto dello Zar Alessandro I.

Il 6 aprile 2016, è stato presentato alla Duma di Stato il progetto di legge quadro che regolamentasse le regole d'ingaggio degli uomini della Guardia includente una disposizione per la protezione di donne incinte, i minorenni, i disabili e gli assembramenti indiscriminati, che rispecchiava alla lettera le limitazioni già in vigore nella legislazione russa in materia di polizia: 
È vietato l'uso di armi da fuoco contro donne con evidenti segni di gravidanza, persone con evidenti segni di disabilità e minorenni, salvo il caso in cui tali persone oppongano resistenza armata, eseguano un assalto insieme ad un gruppo di aggressori o commettano altro attentato che minacci la vita e la salute dei cittadini o di un militare della Guardia Nazionale, ed è altresì vietato l'uso di armi da fuoco in luoghi molto affollati, se il loro uso può ferire casualmente le persone. 
I primi arruolati nella Guardia Nazionale hanno prestato giuramento militare il 1º giugno 2016.

## Struttura

### Distretti
L'organizzazione territoriale della Guardia Nazionale è composta da otto distretti operativi, ognuno dei quali è una controparte di uno degli otto circondari federali russi, con l'eccezione del distretto orientale, che gestisce le unità militari di stanza al circondario federale dell'Estremo Oriente.
- Distretto centrale (comandante - Colonnello generale Igor Golloev)
- Distretto nord-occidentale (comandante - Colonnello generale Pavel Daškov)
- Distretto del Caucaso settentrionale, con base a Pjatigorsk (Comandante - Colonnello generale Sergej Zacharov)[2]
- Distretto meridionale (comandante - Colonnello generale Oleg Kozlov)
- Distretto del Volga (comandante - Colonnello generale Aleksandr Porjadin)
- Distretto degli Urali (comandante - Colonnello generale Aleksandr Popov)
- Distretto siberiano (comandante - Tenente generale Nikolaj Markov)
- Distretto orientale (comandante ad interim - Tenente generale Kurbonali Safarov)[3]

### Composizione
La Guardia Nazionale della Russia è organizzata in una struttura composta, composta da sei ampi elementi:
- Comando delle Forze della Guardia Nazionale, tra cui l'ODON ed il Corpo di servizio navale della Guardia Nazionale (ex appartenenti alle Truppe interne)
- Centro per le operazioni speciali e l'aviazione della Guardia Nazionale, comprese le unità speciali di Zubr, Vitjaz, Rus e Jastreb
- Unità SOBR, Berkut e OMON della Guardia Nazionale
- Amministrazioni e altri dipartimenti che esercitano la supervisione federale sulle armi da fuoco e la regolamentazione della sicurezza privata, la protezione personale e il servizio di guardia di sicurezza del personale governativo
- L'impresa federale "Ochrana" (fornisce servizi di sicurezza/risposta rapida a pagamento ai privati)

## Attività

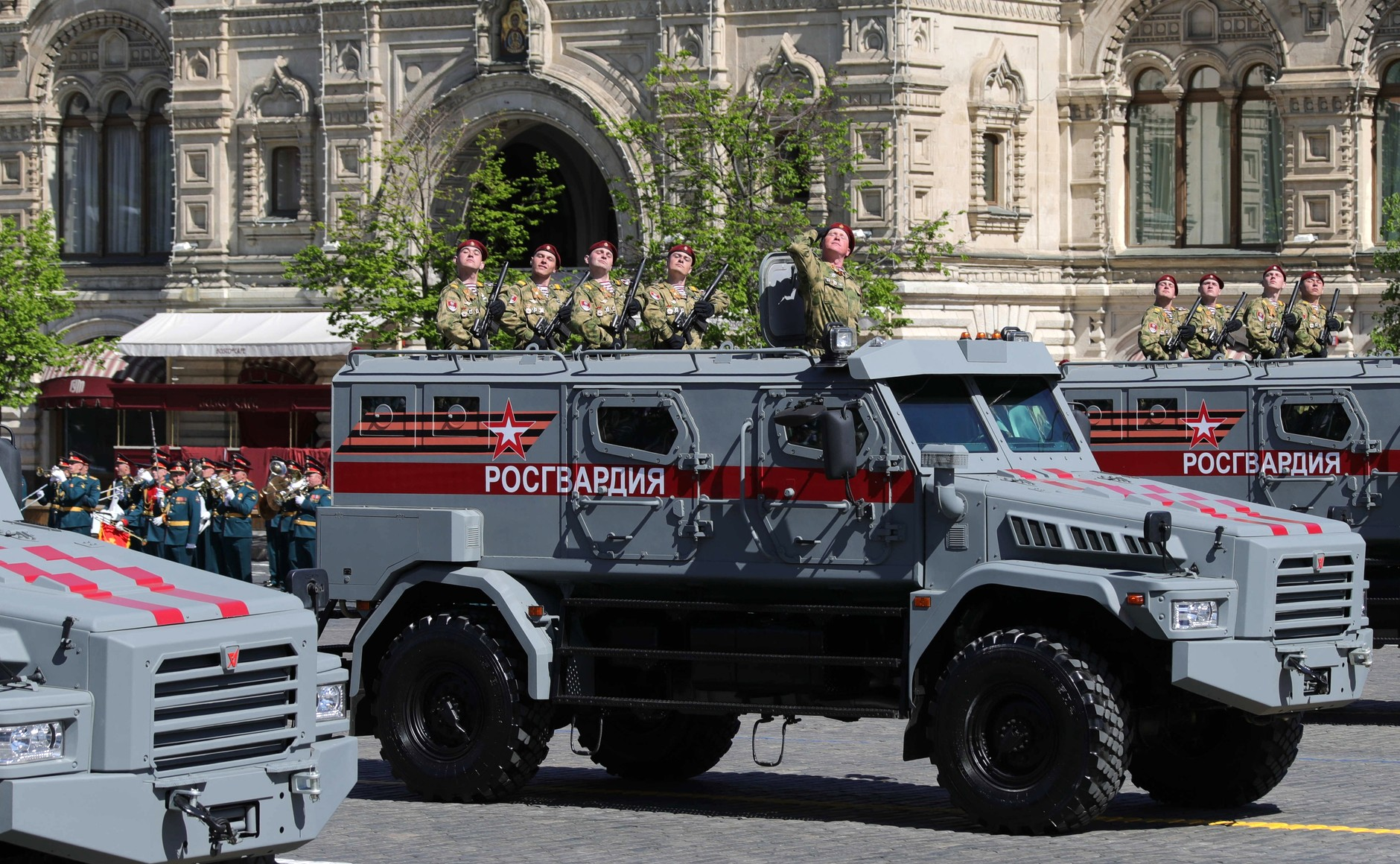
Mezzi blindati della Guardia nazionale russa durante la rivista militare del 2018

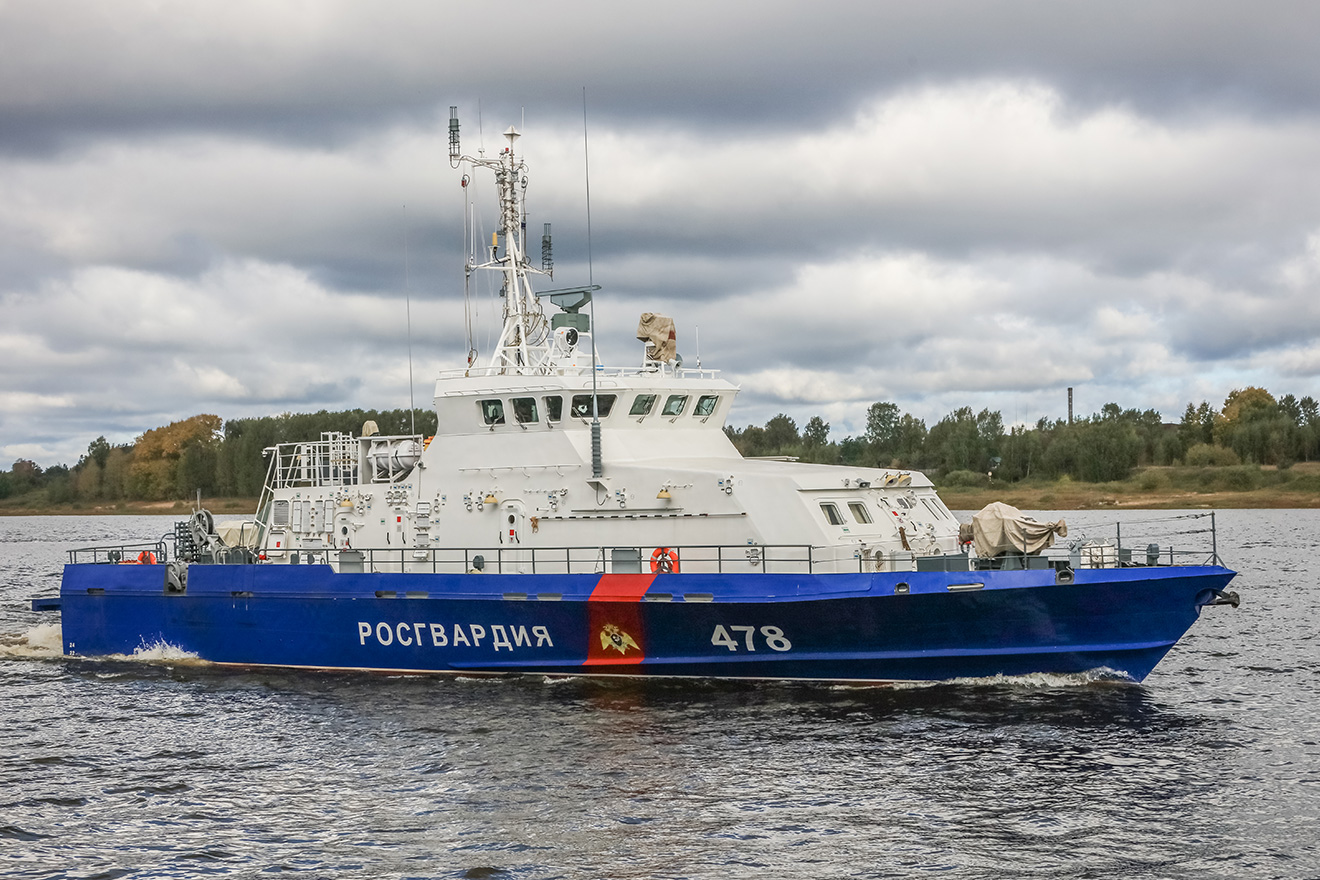
Una motovedetta di classe Grachonok della Guardia nazionale russa nel 2022

La Guardia nazionale si occupa principalmente di:
- difesa nazionale
- protezione delle sedi istituzioniali, basi militari, siti nucleari
- operazioni anti-terrorismo
- funzioni di polizia militare
- mantenimento dell'ordine pubblico; in supporto alle forze di polizia
- trasporto dei detenuti
- lotta alla criminalità organizzata
- controllo proliferazione delle armi da fuoco
- controllo delle frontiere; in supporto alle guardie di frontiera